# Egisto Olivieri
Egisto Olivieri  né à Rome le 21 mars 1880  et mort à Bologne le 4 mars 1962 est un acteur italien

## Filmographie partielle
- 1933 : Il caso Haller d'Alessandro Blasetti
- 1934 :
  - Frontiere de Cesare Meano 
  -  La Dame de tout le monde  (titre original : La signora di tutti) de  Max Ophüls.
- 1935 : Aldebaran de Alessandro Blasetti.
- 1936 : L'Esclave blanc de Jean-Paul Paulin.
- 1938 : Luciano Serra, pilote de  Goffredo Alessandrini.
- 1942 : 
  - Luisa Sanfelice de  Leo Menardi
  - Dans les catacombes de Venise (I due Foscari) d'Enrico Fulchignoni
  - L'ombre du passé (titre original : Una storia d'amore) de Mario Camerini
  - Carmela de Flavio Calzavara
- 1945 : Fait divers de  Piero Ballerini.
- 1946 : 
  - Le soleil se lèvera encore (titre original : Il sole sorge ancora) de Aldo Vergano.
  - Eugénie Grandet de  Mario Soldati.
- 1948 : 
  - Le Dernier Fiacre de  Raoul André et Mario Mattoli.
  - Le Choix des anges (titre original : Arrivederci, papà!) de  Camillo Mastrocinque.
- 1949 : Fabiola de  Alessandro Blasetti.
- 1950 : J'étais une pécheresse (titre original :Ho sognato il paradiso) de  Giorgio Pàstina.
- 1951 : Miracle à Milan (titre original :Miracolo a Milano) de Vittorio De Sica et Cesare Zavattini.